# Ježevec
Ježevec – wieś w Słowenii, w gminie Litija. W 2018 roku liczyła 13 mieszkańców.